# Solex
Solex — творческий псевдоним певицы и музыканта Элизабет Эсселинк. Элизабет родилась в Делфте 14 августа 1965 года, живёт в Амстердаме (Нидерланды). Solex сольно исполняет электронную семплированную поп-музыку.

## Биография
Вначале Эсселинк выступала в составе нидерландской инди-рок группы Sonetic Vet, с 1998 года занялась собственным проектом Solex (было взято название французского производителя мопедов).
Solex начала создавать композиции на старом 8-трековом рекордере, используя семплы с дисков, которые продавала в собственном музыкальном магазине. Первый альбом, Solex Vs. the Hitmeister, был целиком записан с использованием семплов из альбомов, которые Элизабет не удалось продать. На более поздних альбомах, помимо музыки из своей коллекции, Solex семплировала записи, сделанные во время живых выступлений.
Помимо сольной работы, Эсселинк участвовала в записи альбомов Gerling — Head3cleaner/When Young Terrorists Chase the Sun (2001) и The Go! Team — Proof of Youth (2007).

## Дискография

### Альбомы
- Solex Vs. the Hitmeister, 1998, Matador Records
- Pick Up, 1999, Matador Records
- Low Kick and Hard Bop[5], 2001, Matador Records
- The Laughing Stock of Indie Rock, 2004, Arena Rock Recording Co.
- In the Fishtank 13, 2005, In the Fishtank, with M.A.E.

### Мини-альбомы
- Athens, Ohio, 2000, Matador Records

### Синглы
- Solex All Licketysplit/Solex West, 1998, Matador Records